# Деранско језеро
Деранско језеро, је периодично језеро у јужној Херцеговини, у простору Хутовог блата. Формирано је у крашком пољу дренажног система његове отоке Крупе, која се као лева притока улива у Неретву код села Драчева.
Површина Деранског језера износи око 5 km², а воду прима од извора који се налазе на његовим источним и североисточним рубовима. У време поведња Деранско језеро се знатбно повеча. У сушном периоду вода се толико повуче да се Деранском језеру формира низ мањих језера која су међусобно повезана каналима.